# Слатинський Дол
Слатинський Дол (словен. Slatinski Dol) — поселення в общині Кунгота, Подравський регіон‎, Словенія.